# TOS
TOS (на английски: Transfer Orbit Stage, съкр. TOS) – ускорителен блок, използван в конфигурацията на ракетата – носител Титан 34D. Произведен от Мартин и използван от НАСА само в две космически мисии.

## Дизайн
Ускорителният блок е конструиран в края на 80-те години на 20 век за нуждите на НАСА. Проектиран е като ускорителна степен на ракетата-носител Титан 34D. Блокът трябва да бъде евтина алтернатива на ускорителните блокове IUS и Центавър. Като система за задвижване е използван твърдогоривния ракетен двигател Орбъс 21. Системата за управление се състои от два хидразинови двигателя и лазерен жироскоп произведен от фирмата Honeywell. Системата е с оптимизирано цифрово управление и времеви алгоритъм.

## Употреба
Произведени са само два ускорителни блока TOS. Първият е монтиран на ракета-носител Титан 34D и извежда сондата Марс Обзървър на траектория към Марс на 25 септември 1992 г. Вторият старт е година по-късно по време на мисия STS-51 на космическата совалка Дискавъри. Ускорителния блок извежда на геосинхронна орбита комуникационния сателит Advanced Communications Technology Satellite или както е по-известен ACTS. При тази мисия са нанесени незначителни щети на TOS в товарния отсек на совалката. Въпреки че двата полета са успешни, НАСА се отказва от експлоатацията на този ускорителен блок.